# Mirachelus corbis
Mirachelus corbis là một loài ốc biển, là động vật thân mềm chân bụng sống ở biển thuộc họ Chilodontidae.

## Phân bố
Loài này thường gặp ở Biển Caribe, Vịnh Mexico, vùng biển quanh Cuba và Tiểu Antilles.